# Hans Pfohe
Hans Pfohe (* 19. August 1918 in Chemnitz; † 27. November 2004 in Lüneburg) war ein deutscher Unternehmer, Gründer der Lucia Strickwarenfabrik und Träger des Bundesverdienstordens am Bande. Er gilt als einer der Väter des deutschen Wirtschaftswunders.
Pfohe machte Abitur in Chemnitz und wurde im Zweiten Weltkrieg als Leutnant im Afrika-Korps eingesetzt. Er geriet in amerikanische Gefangenschaft und war mehrere Jahre im US-Bundesstaat Colorado. 1946 kam Pfohe nach Lüneburg und gründete die Firma Lucia, benannt nach seiner Frau, die hochwertige Strickwaren herstellte. Er heiratete Lucia im Jahre 1948. Im Jahre 1971 wurde die Firma eine Aktiengesellschaft. Er führte als einer der ersten Mitarbeiter Gewinnbeteiligungen ein und baute Betriebskindergärten. Die Firma Lucia hatte in den 1970er Jahren bis zu 1450 Mitarbeiter. Pfohe war dafür bekannt, fast seine gesamten Investitionen aus eigener Tasche zu zahlen und keinen Kredit bei Banken aufzunehmen.
Von 1959 bis 1982 gehörte er der IHK-Vollversammlung an. Im Jahre 1995 wurde Pfohe Träger des Bundesverdienstordens am Bande und 1998 zusammen mit seiner Frau Ehrenbürger der Stadt Lüneburg.
Pfohe hatte vier Kinder.